# Вале-де-Сантарен
Вале-де-Сантарен (порт. Vale de Santarém)  —  район (фрегезия) в Португалии,  входит в округ Сантарен. Является составной частью муниципалитета  Сантарен. Входит в экономико-статистический  субрегион Лезирия-ду-Тежу, который входит в Рибатежу. Население составляет 3144 человека на 2001 год. Занимает площадь 10,15 км².